# Leucorhodia ragua
Leucorhodia ragua är en fjärilsart som beskrevs av Druce 1897. Leucorhodia ragua ingår i släktet Leucorhodia och familjen björnspinnare. Inga underarter finns listade i Catalogue of Life.